# Ever Palacios
Éver Antonio Palacios (* 18. Januar 1969 in Apartadó) ist ein ehemaliger kolumbianischer Fußballspieler und Nationalspieler der auf der Position als Innenverteidiger spielte.

## Vereinskarriere
Sein erster Verein als Profispieler war im Jahr 1991 Deportivo Cali. In der Saison 1993 wurde Palacios an Deportivo Pereira verliehen und kehrte nach dieser Saison wieder zu Deportivo Cali zurück, wo er bis zum Ende der Saison 1996/97 spielte und in der Saison 1995/96 die Meisterschaft in der Categoría Primera A gewann.
Zur Saison 1997 wechselte er zu LDU Quito und in der folgenden Saison 1998 zu Atlético Nacional, wo er die zweite Meisterschaft der Categoría Primera A in der Saison 1999 feiern konnte. Im Jahr 2001 wechselte er zu Shonan Bellmare in die J2 League nach Japan und spielte dort bis zum Ende der Hinrunde in der Saison 2004/05. Für die Rückrunde wurde Palacios an Kashiwa Reysol in die J1 League ausgeliehen.
Einen neuen Vertrag unterschrieb er zur Saison 2005 bei Boyacá Chicó, für den er bis zum Ende der Saison 2011 spielte, bevor er seine Spielerkarriere beendete. Mit Boyacá Chicó gewann er seine dritte Meisterschaft der Categoría Primera A in der Saison 2008/09.

## Nationalmannschaft
Am 30. April 1997 debütierte Éver Palacios für die kolumbianische Fußballnationalmannschaft im Qualifikationsspiel zur Fußball-Weltmeisterschaft 1998 gegen die peruanische Fußballnationalmannschaft. Das Spiel wurde im Estadio Metropolitano Roberto Meléndez vor 22.172 Zuschauern unter der Leitung von Schiedsrichter Márcio Rezende de Freitas ausgetragen. Palacios wurde von seinem Nationaltrainer Hernán Darío Gómez in der 44. Spielminute für seinen Mitspieler Osman López eingewechselt. Im weiteren Spielverlauf bekam er in der 81. Spielminute die Rote Karte gezeigt. Somit musste er sein Debüt vorzeitig beenden und Kolumbien verlor das Spiel mit 0:1.
Die Teilnahme an der Weltmeisterschaft 1998 wurde erreicht und Éver Palacios gehörte zum Aufgebot der kolumbianischen Fußballnationalmannschaft. Er spielte in allen drei Spielen der Gruppe G, konnte das vorzeitige Ausscheiden durch einen Sieg und zwei Niederlagen nicht verhindern.
Palacios bestritt insgesamt zehn Länderspiele für Kolumbien.

## Erfolge
- Categoría Primera A: 1996, 1999, 2008
- Teilnahme an der Fußball-Weltmeisterschaft 1998